# Pyramimonas
Pyramimonas è un genere di alghe verdi appartenenti all'ordine Pyramimonadales.

## Descrizione
Questi organismi hanno un tallo unicellulare, invisibile ad occhio nudo, di dimensioni di 6,5-9,0 x 4-5 µm, variabile di forma, ma generalmente piramidale o cuneiforme, allungato ed affusolato anteriormente, che finisce posteriormente a forma rettangolare, quadrilobato. Questo è quanto si riscontra ad una visione microscopio ottico nella osservazione antero posteriore. Inoltre le cellule presentano quattro flagelli, che sono posti nella regione posteriore in una depressione, con alla loro base 2 granuli bilobati, e più lunghi del corpo cellulare; i cromatofori sono verdi e fatti a mo' di pala; pirenoforo sormontato da 2 grossi granuli. Stigma ben visibile, generalmente doppio, situato nella parte anteriore di uno dei lobi.
La grande quantità di questi microrganismi, fa colorare il tratto marino costiero di un verde brillante smeraldo. Si ricorda come primo caso nel porto di Le Havre, Francia, Alta Normandia (estate 1978).

## Tossicità
Non è stata accertata ad oggi nessuna tossicità, sia per organismi marini che per l'uomo.

## Presenza sulle coste italiane
In Italia la sua presenza è stata confermata dalle analisi microscopiche, dal Laboratorio Provinciale ARPAT di Massa Carrara, fin dal 2003 sul litorale di Marina di Massa e dai laboratori dell'ARPA Calabria nell'estate 2021, in seguito alla concentrazione di diverse fioriture su alcuni tratti di costa calabresi..
Nelle estati 2023-2024 è stata riconfermata la sua presenza dall’ARPA Calabria dopo alcune analisi nei tratti di costa del litorale lametino (comprendente Lamezia Terme, Gizzeria, Falerna, Nocera Terinese).

## Galleria d'immagini

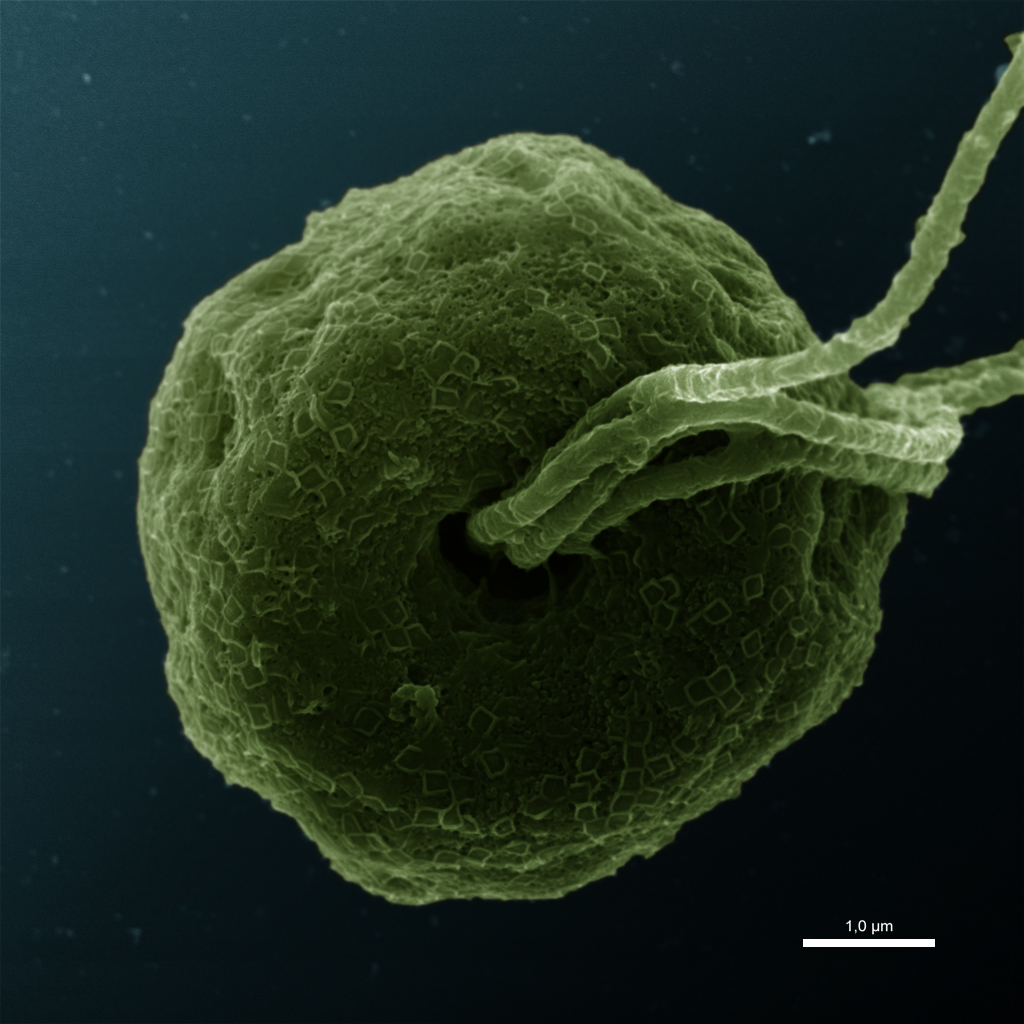
Pyramimonas sp.
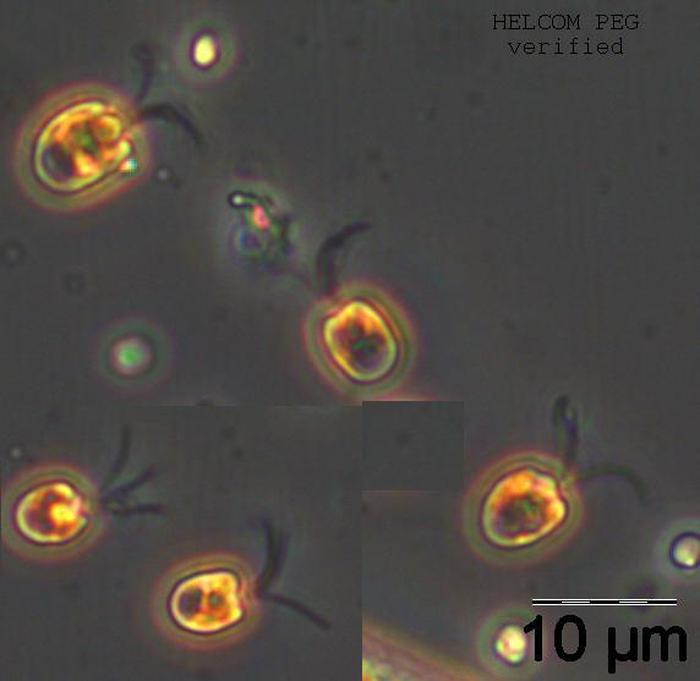
Pyramimonas sp. Susanne Busch via SMHI
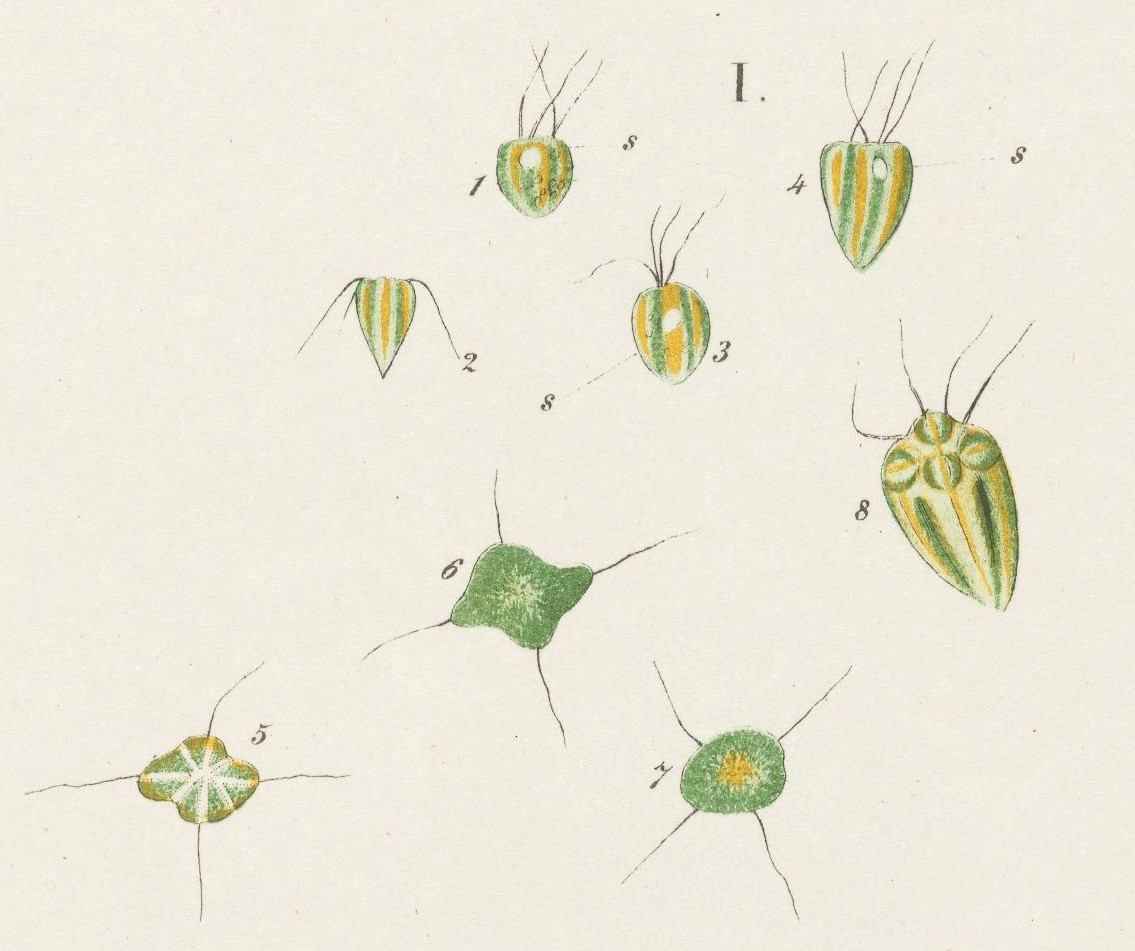
P. tetrarhynchus Schmarda, 1850